# Gliese 783
Gliese 783 (J. Herschel 5173) es una estrella binaria a 19,7 años luz de distancia del Sol situada en la constelación de Sagitario, al sureste de θ¹ y θ² Sagittarii. Se aproxima al sistema solar a una velocidad aproximada de 140 km/s; a ese ritmo, dentro de 41 100 años estará a solo 6,7 años luz y será diez veces más brillante. Fue descubierta por John Frederick William Herschel, hijo del también astrónomo William Herschel, y a él se debe el nombre de J. Herschel 5173.
El sistema Gliese 783 está formado por dos componentes separadas aproximadamente 43 UA, una distancia similar a la distancia media entre Plutón y el Sol. Las estrellas más cercanas a este sistema son dos enanas rojas, Gliese 784 y Gliese 754, a 3,2 y 4,5 años luz respectivamente.
La estrella primaria, Gliese 783 A (GJ 783 A / LHS 486), es una enana naranja de tipo espectral K2V con una temperatura efectiva de 4922 K.
Su radio es un 26% más pequeño que el radio solar y gira sobre sí misma con una velocidad de rotación proyectada de 2,7 km/s.
Tiene una luminosidad equivalente al 29 % de la luminosidad solar y una masa de 0,77 masas solares.
Su metalicidad —abundancia relativa de elementos más pesados que el helio— es del 47 % en comparación con el Sol; esta tendencia se acentúa en el caso del hierro, cuyo contenido relativo es el 28 % del valor solar.
No se ha detectado exceso en el infrarrojo ni a 24 μm ni a 70 μm, lo que parece descartar la presencia de un disco de polvo a su alrededor.
Se ha especulado que pueda ser una vieja estrella del disco galáctico, con una edad de 10 000 millones de años.
Gliese 783 B (GJ 783 B / LHS 487) es una enana roja de tipo espectral M4V, con una masa de aproximada de 0,2 masas solares y un radio de 0,28 radios solares.